# Przyroda (przedmiot szkolny)
Przyroda – przedmiot szkolny. Obejmuje on treści z zakresu biologii, chemii, fizyki i geografii.
W Polsce przedmiot ten był nauczany w klasach IV-VI sześcioletniej szkoły podstawowej w wymiarze 290 godzin w ciągu cyklu kształcenia . W ośmioletniej szkole podstawowej przedmiot ten jest nauczany tylko w klasie IV.